# Plumularia obliqua
Plumularia obliqua är en nässeldjursart som först beskrevs av Johnston 1847.  Plumularia obliqua ingår i släktet Plumularia och familjen Plumulariidae. Inga underarter finns listade i Catalogue of Life.